# 劉顯 (總兵)
刘显（？—1581年），江西承宣布政使司南昌府（今江西省南昌市）人，明朝将领，与胡宗宪、俞大猷等人共抗倭寇。本姓龚。

## 生平
龚显有膂力，稍稍通晓文义。因家中很穷，漫游到四川，得指挥使刘大直待为上客，相处如父子，随之姓刘。为童子师，代刘大直的儿子刘明远考取嘉靖二十二年（1543年）武进士（存疑待考，因刘大直此时为给事中，无暇在四川任职）。嘉靖三十四年（1555年），随巡抚张臬讨伐宜宾的苗族之乱，因此出名。历任参将、总兵，镇守广东、浙江、四川、贵州，和戚继光、俞大猷作为抗御倭寇的名将，以精悍驰骋著称。万历九年（1581年）在官任上去世。

## 家族
有子劉綎，號「劉大刀」。